# Clinopodium kilimandschari
Clinopodium kilimandschari là một loài thực vật có hoa trong họ Hoa môi. Loài này được (Gürke) Ryding mô tả khoa học đầu tiên năm 2006.